# Casimir Perier
Casimir-Pierre Perier, frequetemente  conhecido como Casimir Perier (Grenoble, 11 de Outubro de 1777 – Paris, 16 de Maio de 1832) foi um político francês que ocupou o cargo de primeiro-ministro da França, entre 13 de Março de 1831 a 16 de Maio de 1832.

## Biografia
Casimir-Pierre Perier veio de uma família de comerciantes de classe alta. Frequentou o Oratorian College de Lyon. Em 1798 ele se juntou ao Exército da Itália e participou das duas campanhas seguintes. Após seu retorno, ele e seu irmão mais velho Scipion fundaram uma casa bancária em Paris em 1801, que logo floresceu. Num panfleto, submeteu a política financeira dos ministros a um duro julgamento e foi eleito pelo departamento do Sena para a Câmara dos Deputados. Em 1820, ele se juntou ao conselho de administração do Banco de França. É verdade que ele se opôs vigorosamente ao governo Villèlese se opôs às tentativas do rei Carlos X e seus ministros de fortalecer a monarquia, mas também se manifestou contra a Revolução de julho de 1830.
Após a revolução, Perier não foi imediatamente a favor da elevação da Casa de Orleães, mas como um líder determinado do centro liberal a favor de uma monarquia constitucional. Foi eleito presidente da Câmara dos Deputados em 6 de agosto de 1830, mas renunciou ao cargo em 21 de agosto, após ter ingressado no primeiro ministério do governo do rei Luís Filipe em 11 de agosto como ministro sem pasta. Depois que Jacques Laffitte assumiu o governo em 2 de novembro, Perier renunciou ao gabinete e voltou à cadeira presidencial da Câmara dos Deputados em 11 de novembro de 1830, que ocupou até 31 de maio de 1831.
A partir de 13 de março de 1831, Perier foi Primeiro-Ministro e Ministro do Interior da França ao mesmo tempo até sua morte. O governo do chamado Juste Milieu (francês para "meio correto", "mantendo a mediocridade") começou com sua presidência. Ele reprimiu as tentativas de derrubar da esquerda e da direita com grande severidade. Enquanto o levante carlista na Vendeia e os distúrbios republicanos de abril foram sufocados com uma severidade sangrenta, a Câmara dos Deputados foi dissolvida por causa de seu liberalismo. Mas a Câmara recém-eleita não foi votada mais favoravelmente para o Gabinete e, após uma luta violenta, decidiu em 18 de outubro de 1831 por uma grande maioria contra a proposta de status hereditário da nobreza. Apesar desta derrota, Perier permaneceu no comando do Estado e reprimiu vigorosamente a nova agitação que irrompeu com a notícia da queda de Varsóvia, a revolta dos tecelões de seda em Lyon em novembro de 1831 e a renovação dos movimentos carlistas na primavera de 1832. Na política externa, ele promoveu, após a Revolução Belga, a independência da Bélgica. A ocupação de Ancona pelos franceses em 23 de fevereiro de 1832 foi um sucesso político de Perier contra a Áustria.
Perier morreu de cólera em Paris na noite de 15 a 16 de maio de 1832 e foi sepultado no Cemitério do Père-Lachaise (Divisão 13). O arquiteto Achille Leclère projetou o túmulo.